# La fabulosa guitarra de Paco de Lucía
La fabulosa guitarra de Paco de Lucía (Fantastyczna gitara Paco de Lucíi) – pierwsza solowa płyta studyjna w wykonaniu Paco de Lucíi.
Tytuły utworów zebranych na ten album ukazują Paco przywiązanie do jego Ojczyzny. Muzyka zawarta na płycie przemierza przez fundamentalne dla nurtu Flamenco tereny Półwyspu Iberyjskiego: "Triana", "Cádiz", "Punta Umbría", "Jerez", "La Unión", "La Caleta" i "El Tajo". Artysta nagrał krążek, gdy miał jedynie 19 lat, używając wtedy już technik gry na gitarze flamenco (pogłos, echo, itp.).

## Lista utworów
| 1.  | "Gitanos Trianeros"  | 3:42  |
|     |                      |       |
| 2.  | "Llanto a Cádiz"     | 3:27  |
|     |                      |       |
| 3.  | "Recuerdo a Patiño"  | 3:08  |
|     |                      |       |
| 4.  | "Punta Umbría"       | 3:24  |
|     |                      |       |
| 5.  | "Jerezana"           | 3:02  |
|     |                      |       |
| 6.  | "Viva La Unión"      | 4:42  |
|     |                      |       |
| 7.  | "Llora la siguiriya" | 3:16  |
|     |                      |       |
| 8.  | "En la caleta"       | 3:23  |
|     |                      |       |
| 9.  | "Ímpetu"             | 2:57  |
|     |                      |       |
| 10. | "El Tajo"            | 3:33  |
|     |                      |       |
|     |                      | 34:34 |
|     |                      |       |

## Personel
Paco de Lucía – gitara flamenco

Mario Escudero Valero Jiménez Valverde – kompozytor

José Luis Torregrosa – kompozytor